# Lindstrøm Peak
Il Lindstrøm Peak è una montagna antartica, alta 2.640 m, situata sul fianco occidentale del Nilsen Plateau, 4 km a nordovest del Monte Kristensen, nei Monti della Regina Maud, in Antartide.   
La denominazione fu assegnata nel 1967 dall'Advisory Committee on Antarctic Names (US-ACAN) in onore di Adolf Lindstrøm (1866-1937), cuoco della Framheim, la casa base al Polo Sud della spedizione antartica dell'esploratore polare norvegese Roald Amundsen del 1910-12. La denominazione ha inteso conservare la designazione di Monte A. Lindstrøm assegnata da Amundsen nel 1911 a un monte non identificato in quest'area.